# Coelioxys tridentata
Coelioxys tridentata är en biart som först beskrevs av Fabricius 1775.  Coelioxys tridentata ingår i släktet kägelbin, och familjen buksamlarbin. Inga underarter finns listade i Catalogue of Life.